# Rose Lodge
Rose Lodge és una concentració de població designada pel cens dels Estats Units a l'estat d'Oregon. Segons el cens del 2000 tenia 1.708 habitants.

## Demografia
Segons el cens del 2000, Rose Lodge tenia 1.708 habitants, 693 habitatges, i 474 famílies. La densitat de població era de 68,8 habitants per km².
Dels 693 habitatges en un 23,5% hi vivien nens de menys de 18 anys, en un 57,6% hi vivien parelles casades, en un 7,6% dones solteres, i en un 31,5% no eren unitats familiars. En el 22,9% dels habitatges hi vivien persones soles l'11,1% de les quals corresponia a persones de 65 anys o més que vivien soles. El nombre mitjà de persones vivint en cada habitatge era de 2,46 i el nombre mitjà de persones que vivien en cada família era de 2,85.
Per edats la població es repartia de la següent manera: un 21% tenia menys de 18 anys, un 7,9% entre 18 i 24, un 22,9% entre 25 i 44, un 29,6% de 45 a 60 i un 18,6% 65 anys o més.
L'edat mediana era de 44 anys. Per cada 100 dones de 18 o més anys hi havia 92,9 homes.
La renda mediana per habitatge era de 39.214$ i la renda mediana per família de 43.250$. Els homes tenien una renda mediana de 31.759$ mentre que les dones 19.957$. La renda per capita de la població era de 18.297$. Aproximadament el 8,9% de les famílies i el 13,5% de la població estaven per davall del llindar de pobresa.

## Poblacions més properes
El següent diagrama mostra les poblacions més properes.